# Gelfling
I Gelfling sono una razza immaginaria che debutta in Dark Crystal nel 1982; essi sono ideati da Jim Henson e disegnati da Brian Froud. Appaiono successivamente in varie opere derivate, inclusi manga, fumetti, romanzi e serie TV.
I Gelfling, simili agli elfi, sono una razza indigena del pianeta Thra che sono stati vittime d'un genocidio da parte degli Skeksis. Nella trama di Dark Crystal, vi sono solo due Gelfling rimasti, che vanno alla ricerca d'un artefatto capace di sconfiggere gli Skeksis e far rinascere il mondo. Una quadrilogia di romanzi scritti da J.M. Lee e la serie TV Dark Crystal - La resistenza raccontano gli eventi che portano al loro sterminio, e introducono una vivace società matriarcale di Gelfling composta da sette clan.

## Descrizione

### Caratteristiche
I Gelfling sono alti circa settanta-novanta centimetri, e sono caratterizzati da capelli lunghi, zigomi larghi e menti piccoli che danno una forma triangolare al viso. Gli occhi sono molto grandi, il naso piatto e le orecchie appuntite. Le femmine dispongono di ali diafane che, principalmente nel film "The Dark Crystal" permettono loro di fluttuare nell'aria. Successivamente, però, nella serie "The Dark Crystal: La Resistenza" le femmine Gelfling, mediante le sopracitate ali, riescono a volare.
I Gelfling hanno una capacità innata per la magia chiamata vliyaya. Fra le loro abilità c'è l'allacciasogni, che permette loro di condividere i ricordi attraverso una stretta di mano. Possono inoltre trasferire i pensieri e i sogni in oggetti fisici, che vengono attivati quando toccati. Amano suonare flauti a forma di Y o cantare; le loro canzoni sono spesso di una lingua unica.

### Lista di clan
I clan di Gelfling, la cui esistenza viene solo accennata in Dark Crystal, vengono descritti in dettaglio nella quadrilogia di romanzi di J.M. Lee, ambientati secoli prima degli eventi del film. Ciascun clan è governato da una matriarca detta Maudra, con una All-Maudra selezionata dagli Skeksis incaricata a guidare tutti i clan.
- Vapra: considerato il clan più vecchio, i Vapra sono caratterizzati dai loro capelli bianchi, pelle chiara e ali sottili. Abita lungo le coste settentrionali di Thra, con Ha'rar come capitale. I Vapra sono esperti del mimetismo, e il loro vliyaya si concentra sull'invisibilità.[4] Nella quadrilogia di J.M. Lee e Dark Crystal: La resistenza, i Vapra sono il clan dominante, con la Maudra Mayrin svolgendo il ruolo di All-maudra.
- Stonewood: un clan fiero e antico che risiede nelle terre fertili presso Dark Wood, e la loro capitale è Stone-in-the-Wood, luogo di nascita dell'eroe leggendario Jarra-Jen. Molti Gelfling di questo clan vennero assunti come guardie al castello del Cristallo, ma sono per la maggior parte contadini e artigiani.[4]
- Spriton: un clan guerriero che è da anni rivale di Stonewood. I suoi membri abitano le pianure a sud di Dark Wood. Sono considerati i guerrieri più feroci dei Gelfling, e vennero spesso assunti come soldati dagli Skeksis. Oltre le loro capacità marziali, sono noti come tessitori esperti.[4]
- Sifa: abitanti delle coste del Mare d'Argento, i Sifa sono marinai esperti, ma molto superstiziosi. Il loro vliyaya concentra la magia di buonafortuna in oggetti inanimati.[4]
- Dousan: un clan nomade che gira per il Mare di Cristallo su enormi navi di cristallo e ossa. I Dousan raccontano le loro storie attraverso i tatuaggi che hanno sul corpo, e si preoccupano più per l'aldilà che per la vita terrena. Sono rinomati per le loro abilità musicali.[4]
- Drenchen: un clan di Gelfling anfibi che abita la palude di Sog, a sud di Skarith, il regno degli Skeksis. Più grassi e pelosi degli altri Gelfling, i Drenchen sono isolazionisti con un forte senso di orgoglio di clan.[4]
- Grottan: abitanti delle caverne di Grot, i Grottan appartengono a un clan misterioso e vivono in perpetua oscurità. Questo stile di vita ha permesso loro di sviluppare una visione notturna e una maggior sensibilità alla luce. È il clan più piccolo, con solo tre dozzine di membri, e si narra che hanno una longevità tre o quattro volte superiore agli altri Gelfling.[4]

Il secondo romanzo della quadrilogia, Song of the Dark Crystal, descrive il mito di fondazione dei sette clan: dopo la divisione degli UrSkeks, il pianeta Thra affidò sette doveri a sei matriarche Gelfling: ai Dousan fu affidato lo studio dei cieli, ai Sifa l'interpretazione dei presagi, agli Stonewood la conservazione della cultura, agli Spriton la coltivazione della terra, e ai Drenchen la conoscenza della medicina. I Vapra e i Grottan erano inizialmente un solo clan incaricato a conservare la storia e la legge Gelfling. Siccome tale responsabilità era troppa per un solo clan, si divise in Vapra e Grottan, i primi incaricati a mantenere le leggi e filosofie, i secondi la storia e i segreti.

## Creazione
I precursori dei Gelfling apparvero nell'abbozzo di Henson del 1977 intitolato The Mithra Treatment, dove venivano identificati come gli "Eunaze", abitanti del pianeta "Mithra". Una razza pacifica e colta sotto la guida di Malcolm il saggio, gli Eunaze sarebbero stati spodestati dal gruppo Reptus (i precursori degli Skeksis) in un colpo di Stato. L'unico superstite sarebbe stato Brian, figlio di Malcolm, che verrebbe successivamente cresciuto dai Bada, i maghi di Mithra. Durante il Noreaster del 1978, quando Henson fu costretto a restare innevato per 72 ore in un albergo, egli cominciò a elaborare la sua visione degli Eunaze, rinominandoli Gelfling e ribattezzando Brian Jen. Introdusse inoltre una Gelfling femmina chiamata Dee-ari. Quando fu assunto David Odell per scrivere la sceneggiatura, aggiunse il concetto dell'allacciasogni e la capacità di Dee-ari (ora rinominata Kira) di comunicare con gli animali.

### Design
I Gelfling furono sin dall'inizio del progetto ideati come le creature più umane del film, ma trovare un bilancio tra gli elementi umani e mitologici fu difficile nella fase iniziale del progetto. Fu assunta Wendy Midener nel 1978 per scolpire un design appropriato, un incarico reso difficile dal fatto che i Gelfling fossero le uniche creature del film del cui aspetto fisico Henson non aveva un'idea chiara. Midener quindi dovette scolpire numerosi modelli, fino a che Henson non fu convinto della forma finale. Sperimentò con varie forme, alcune dai tratti animaleschi e altri più antropomorfi, fino ad arrivare a un design più umano, ma con tratti vagamente cervini per Jen, che in Kira furono meno evidenti:
(Wendy Midener)
Per la scena in cui Jen appare nudo, al suo corpo furono aggiunte delle nervature per rendere più chiaro che il personaggio era pur sempre una creatura non-umana. Jen in origine doveva essere blu, in omaggio al dio indù Rāma, ma l'idea fu abbandonata quasi subito, con Midener dandogli invece sfumature blu sulla fronte, sulla punta del naso e sulle orecchie. Nel disegnare gli indumenti di Jen e Kira, i costumisti tennero in mente il fatto che i personaggi furono cresciuti da culture diverse. Perciò, all'abbigliamento di Jen furono incorporati dei disegni Mistici e al vestito di Kira elementi di disegni Podling.

### Fabbricazione e riprese
Siccome i Gelfling dovevano essere più espressivi dei loro predecessori Muppet, fu deciso di scartare l'utilizzo della gomma di lattice per la loro pelle, data la sua abitudine di strappare durante le riprese che richiedevano espressioni facciali complesse. Fu infine deciso di utilizzare crani di vetroresina riempiti di elementi meccanici, ricoperti di pelle di schiuma di lattice, un materiale più flessibile della gomma.
I Gelfling furono difficili da recitare, siccome dovevano essere le creature più antropomorfizzate del film, e quindi i loro movimenti, in particolare la loro andatura, doveva essere più umana possibile:
(Jim Henson)
Durante le scene quando le gambe dei Gelfling erano fuori campo, i burattinai camminavano sulle ginocchia per rendere più realistici i loro movimenti. Per facilitare le rappresentazioni, gli elementi meccanici dei burattini Gelfling furono adoperati remotamente invece che attraverso i cavi. Nelle inquadrature a campo lungo, in cui i Gelfling camminano, furono rappresentati da attori in costume.

## Apparizioni

### Film
(Jen, leggendo la profezia dei Gelfling, nel film Dark Crystal)
In Dark Crystal, i Gelfling sono pressoché estinti, essendo stati oggetto di un genocidio da parte degli Skeksis e il loro esercito di Garthim. Gli unici due superstiti, Jen e Kira, vengono allevati da piccoli dai Mistici e dai Podlings rispettivamente. Jen viene incaricato dal suo maestro urSu di recuperare la scheggia del Cristallo Nero, la fonte del potere degli Skeksis, dall'astrologa Aughra. Jen recupera la scheggia, senza conoscere però il suo scopo, e incontra Kira, che lo porta al suo villaggio. Il villaggio viene distrutto dai Garthim, ma il ciambellano Skeksis impedisce loro di catturare i due Gelfling. Jen e Kira successivamente si trovano tra le rovine di un tempio Gelfling contenente il Muro del destino, che rivela una profezia che dice che un Gelfling dovrà porre fine al regno degli Skeksis ritornando la scheggia al Cristallo Nero durante la prossima Grande Congiunzione, ovvero, il millenario allineamento dei tre soli di Thra. Il ciambellano Skeksis tenta di convincere i Gelfling a venire con lui e a fare la pace con gli Skeksis, intendendo in realtà consegnarli all'imperatore ed assumere così il credito d'averli catturati. Jen e Kira lo ignorano e raggiungono il castello degli Skeksis cavalcando degli ippotrampoli. Una volta lì, Jen viene intrappolato nei sotterranei del castello dal ciambellano, che consegna Kira allo scienziato Skeksis. Lo scienziato intende estrarre l'essenza vitale di Kira per usarla come elisir, ma la Gelfling si libera chiamando aiuto agli animali da laboratorio. Jen, intanto, si reca alla sala del Cristallo, dove viene quasi catturato dai Garthim. Nella confusione che segue, Kira viene uccisa, e Jen inserisce la scheggia nel Cristallo al momento in cui i soli si allineano. I Mistici entrano il castello e si fondono con gli Skeksis, diventando gli UrSkeks. In riconoscimento al coraggio e al sacrificio di Jen, gli UrSkeks resuscitano Kira e lasciano Thra, affidandoli la cura del Cristallo e del mondo.

### Libri
La storia dei Gelfling prima degli eventi di Dark Crystal viene raccontata nel libro complementare The World of the Dark Crystal di J.J. Llewellyn, che descrive come ebbero origine poco dopo la nascita di Aughra. Il loro nome è infatti una traslitterazione di Ghel-lflainnk, ovvero "coloro che vivono senza la conoscenza del futuro". La giovane razza Gelfling insegna ad Aughra l'arte dell'allacciasogni, mentre lei diffonde tra di loro la conoscenza del Cristallo della Verità, il cuore di Thra. Dopo la divisione degli UrSkeks, i Gelfling prestano i loro servizi agli Skeksis, partecipando nei loro tornei e banchetti. Gli Skeksis però cominciano a rapire clandestinamente i Gelfling per estrarre la loro essenza vitale, sperando di utilizzarla come elisir per ringiovanirli. Quando voce della pratica si sparge, i Gelfling finalmente cominciano a pensare al loro futuro, e si affidano alle fiamme della profezia per scoprire quale sarà il loro avvenire. Scoprono che, durante il prossimo allineamento dei tre soli, un Gelfling porrà fine agli Skeksis curando il Cristallo Nero con la sua scheggia perduta. Mentre i Gelfling vanno alla ricerca della scheggia, gli Skeksis fabbricano delle schegge false per fuorviare i Gelfling. Per assicurarsi ulteriormente della sicurezza del loro regno, gli Skeksis creano i soldati Garthim per sterminare i Gelfling.
La storia del deterioramento nelle relazioni tra i Gelfling e gli Skeksis viene approfondita nella quadrilogia di romanzi di J.M. Lee. In Shadows of the Dark Crystal, due guardie Gelfling al servizio degli Skeksis, Rian degli Stonewood e Gurjin dei Drenchen, scoprono il complotto degli Skeksis e tentano di fuggire ed avvertire il loro popolo. Mentre Rian riesce ad evadere gli Skeksis, Gurjin viene imprigionato, ma gli Skeksis lo risparmiano, convinti che la sua essenza sarebbe più forte se mescolata con quella della sua sorella gemella, Naia. Naia, insieme al cantastorie Kylan e la principessa Tavra, riescono a liberare Gurjin, ma Tavra viene catturata. In Song of the Dark Crystal, viene rivelato che gli Skeksis si sono alleati con i ragni Arathim, che scacciano i Gelfling del clan Grottan dal loro regno rupestre. Naia e i suoi alleati, inclusi Tavra, ormai trasformata in ragno, infiltrano le caverne assediate di Grot per impossessarsi di un flauto incantato che usano per diffondere la verità sugli Skeksis.

### Fumetti
L'origine dei Gelfling raccontata ne The World of the Dark Crystal viene approfondita nel primo volume dei romanzi grafici The Dark Crystal: Creation Myths. Rivela come gli UrSkeks, dopo il loro arrivo su Thra, donano ai Gelfling la conoscenza necessaria per progredire tecnologicamente e colonizzare gran parte del mondo. I Gelfling cominciano a venerare gli UrSkeks, dando loro il merito per avergli dato la cultura e la lingua. Questo fa infuriare Raunip, il figlio di Aughra, che non si fida degli UrSkeks, e si ricorda di un tempo, quando i Gelfling già possedevano queste caratteristiche. Cerca di convincere i Gelfling di assediare il castello degli UrSkeks e di riprendere il Cristallo della Verità, il cuore del pianeta, sorvegliato dagli UrSkeks, ma viene frenato da Aughra. Il terzo volume rivela come gli Skeksis ingannano i Gelfling, convincendoli ad accettare la loro protezione in cambio del loro servizio, dopo che i Gelfling vengono attaccati da un popolo sotterraneo dopo la divisione degli UrSkeks.
Nel manga Legends of the Dark Crystal, ambientato dopo la scoperta della profezia, la civiltà Gelfling è crollata, e i Gelfling diventano nomadi in perpetuo movimento per evitare i Garthim. A un certo punto, il pastore Gelfling, Larh, scopre che i Garthim possono essere sconfitti trafiggendoli tra i varchi nella loro corazza. Insieme ad altri profughi Gelfling, Larh assedia il castello del Cristallo Nero, liberando un numero di prigionieri e sterminando tutti i Garthim.

### Serie tv
(Rian in Dark Crystal: La resistenza)
In Dark Crystal - La resistenza, Lisa Henson identificò il "Muro del destino" del film originale come un punto di riferimento nel raccontare la storia dei Gelfling: «Cos'era quella cultura? Cosa fu persa? Cos'era quella bella civiltà Gelfling?». Contrariamente al film originale, i burattini Gelfling richiedono solo due burattinai invece di quattro, così permettendo più libertà di movimento. Inoltre, mentre le componenti meccaniche dei Gelfling di Dark Crystal erano adoperate attraverso i cavi, quelle di Dark Crystal: La resistenza sono operate remotamente con un Wiimote modificato.

## Accoglienza
Vincent Camby de The New York Times liquidò i Gelfling come "variazioni Muppet dei bambini dagli occhi grandi dipinti da Walter Keane". Lo scrittore Kenneth Von Gunden, sebbene dichiarò le creazioni di Brian Froud per il film "impeccabili", descrisse i Gelfling come personaggi bidimensionali ed eroi "fiacchi".
The Verge criticò la rappresentazione dei Gelfling in Dark Crystal: La resistenza come "sfortunatamente noiosi", dichiarandoli troppo indistinguibili fra loro, nonostante lo sforzo da parte degli artisti di differenziarli in base al loro clan e posizione gerarchica. GameSpot, sebbene riconobbe i miglioramenti nei pupazzi Gelfling, notò come il Cgi utilizzato per aggiungere alle espressioni facciali dei Gelfling erano insufficienti per rendere i movimenti boccali dei personaggi più realistici. Matt Fagerholm di Rogerebert.com era più lusinghiero, dicendo «Ci sono numerosi istanti ne La resistenza in cui i Gelfling devono trasudare livelli operatici di disperazione e catarsi, completi di lacrime che colano loro sul viso, e i burattinai sono più che preparati alla sfida». La BBC elogiò la rappresentazione della società dei Gelfling, scrivendo "è notevole e incoraggiante che la società Gelfling, con i suoi dirigenti femminili, sia matriarcale", ma contemporaneamente notando che "non c'è mai il suggerimento che le donne al comando siano istintivamente più giudiziose o magnanime degli uomini".